# قرغوجة
قرغوجة (بالأويغورية القديمة: قوتشو )، وتسمى أيضًا خوتشو، كاراخوجا، قره خوجا، كارا خوجا أو كاراهوجا (قاراغوجا باللغة الأويغورية)، كانت مدينة واحة قديمة على الحافة الشمالية لصحراء تاكلامكان غير المضيافة في بلدة سانبو الحالية، في بلاد الإيغور، الصين. ويعرف الموقع أيضًا في التقارير المنشورة باسم قوتسجو أو قوتشو. خلال عهد أسرة يوان وأسرة مينغ، كان يُشار إلى جاوتشانغ باسم "هالاهيزهو" (قارا خوجة) وهووزهو. وقد نشر ألبرت فون لو كوك تصورات فنية للمدينة. يُعتقد في بعض المصادر أن جاوتشانج كانت "مستعمرة صينية"، أي أنها كانت تقع في منطقة كانت مأهولة في ذلك الوقت بشعوب غرب أوراسيا.
كان مركزًا تجاريًا مزدحمًا، وكان بمثابة نقطة توقف للتجار المسافرين على طريق الحرير. دُمرَت في الحروب خلال القرن الرابع عشر ولا تزال آثار القصر القديم والمدن من الداخل والخارج قائمة حتى يومنا هذا. إلى جانب المواقع الأخرى على طول طريق الحرير التاريخي، أُدرحَت جاو تشنغ في عام 2014 على قائمة التراث العالمي لليونسكو باعتبارها طرق الحرير: شبكة طرق ممر تشانغآن-تيانشان، من موقع التراث العالمي.
بالقرب من جاوتشانغ يوجد موقع أثري كبير آخر: مقابر أستانا.

## معرض الصور

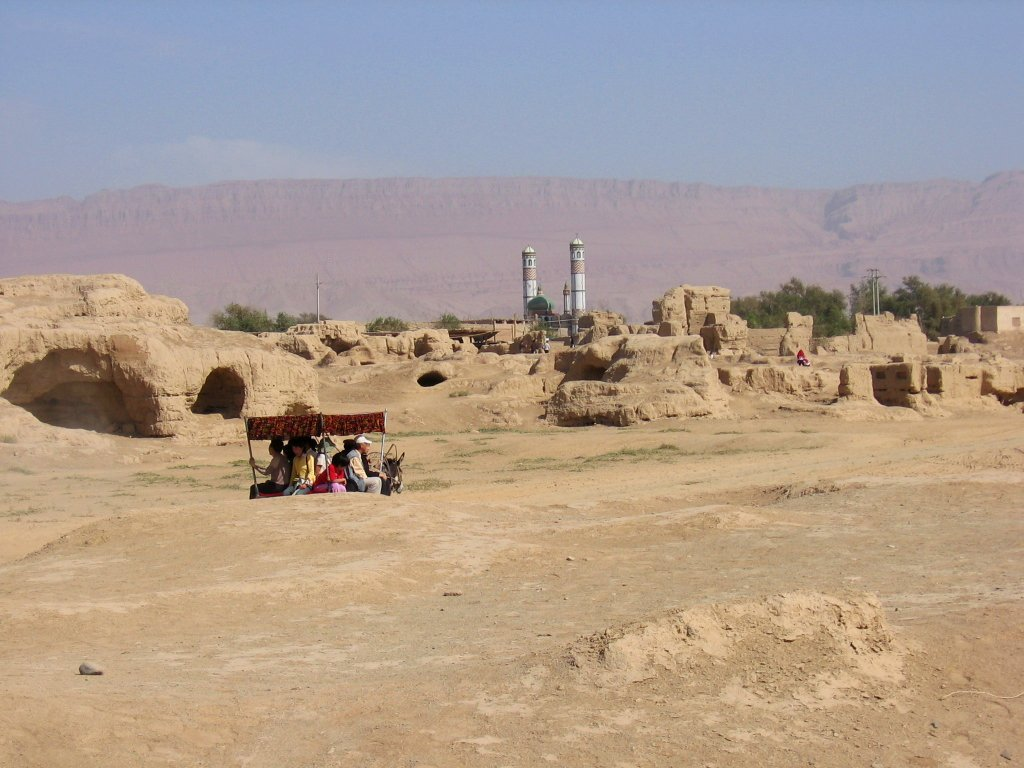
الطريق المؤدي.
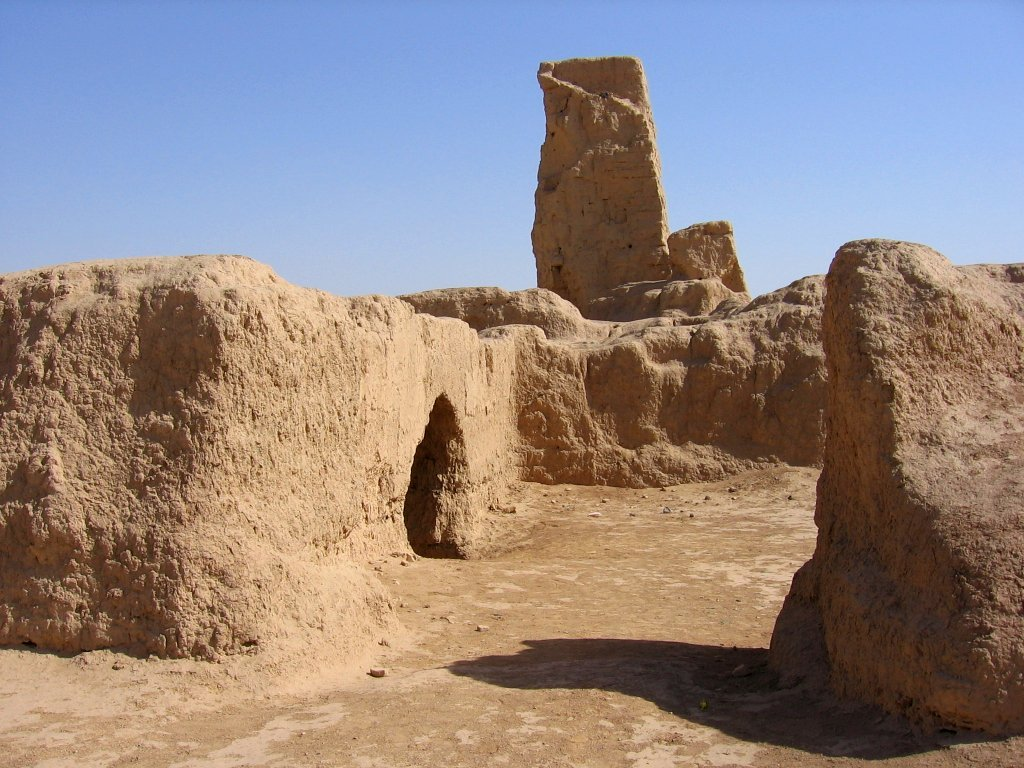
الآثار.
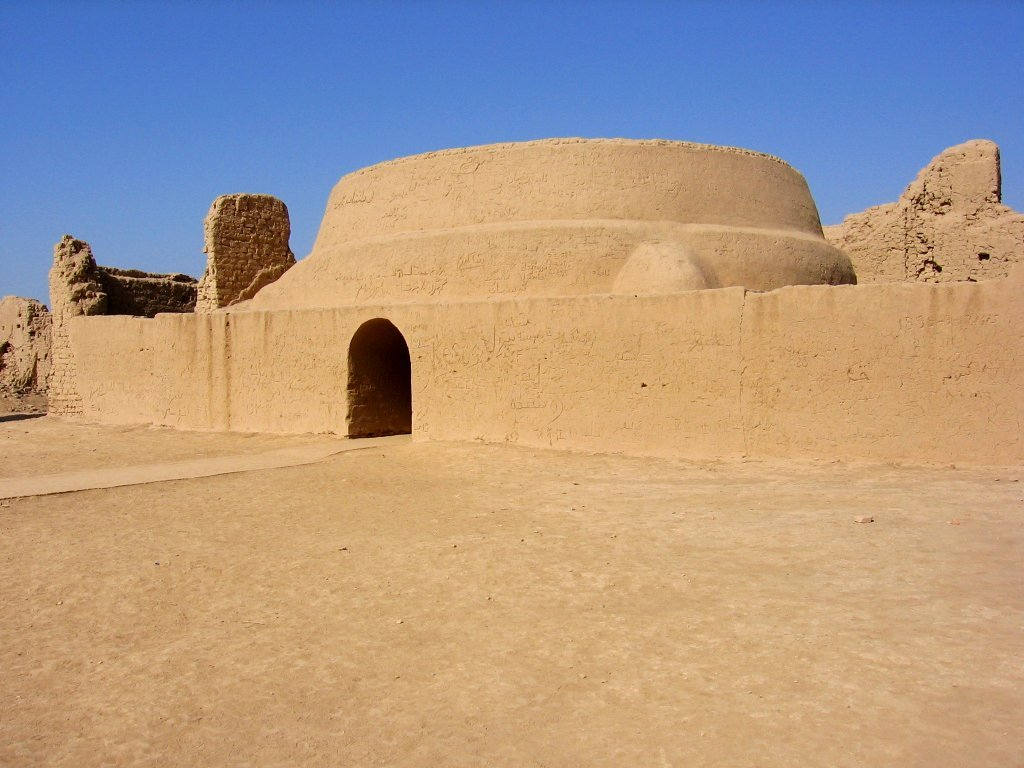
"قاعة الصلاة الرئيسة [7] ".
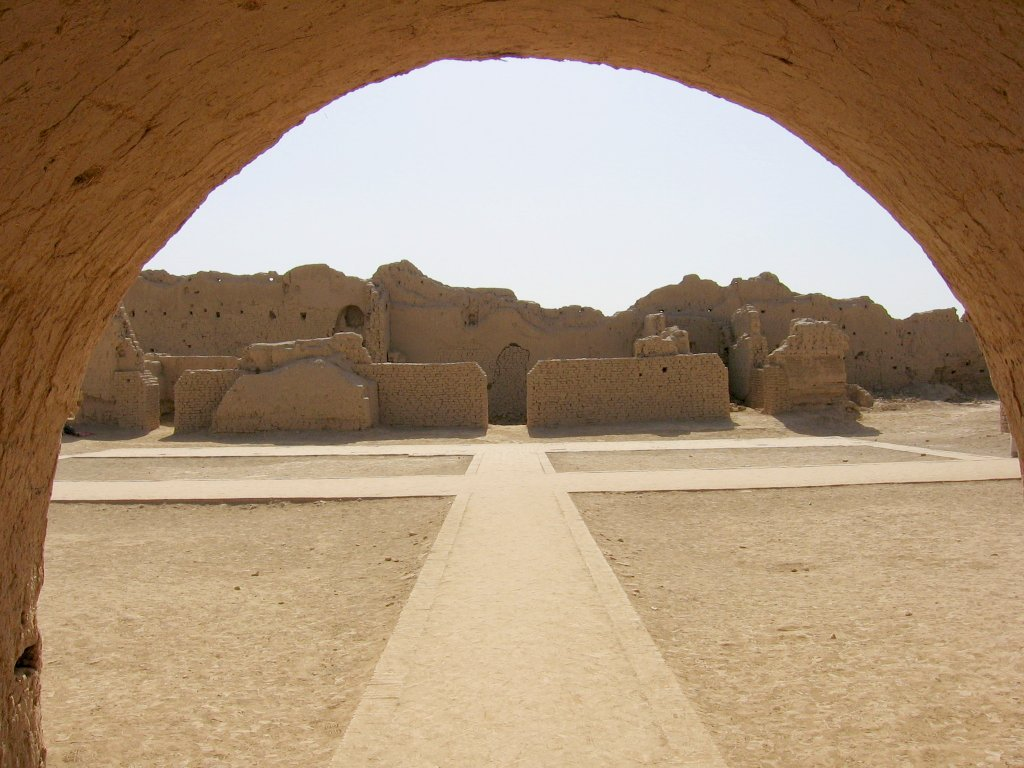
"مبنى التخزين الرئيس".
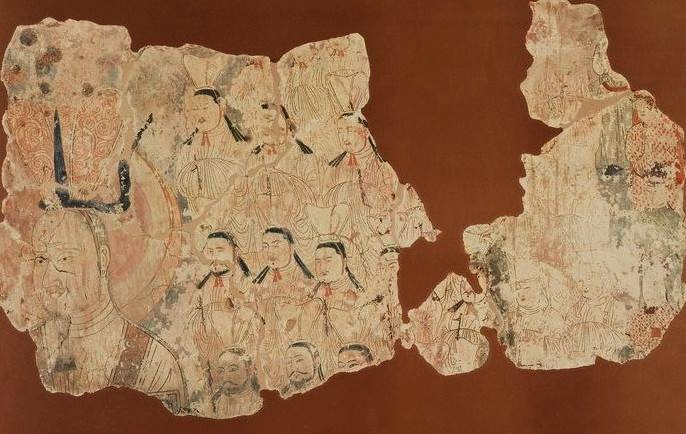
لوحة جدارية مانوية.

## طالع أيضًا
- أطلال جياوهي[الإنجليزية]
- الجبال المشتعلة[الإنجليزية]
- طريق التجارة
- نقل البوذية عبر طريق الحرير[الإنجليزية]

### الاستشهادات
1. ↑  Charles Eliot (4 يناير 2016). Hinduism and Buddhism: An Historical Sketch. Sai ePublications & Sai Shop. ص. 1075–. GGKEY:4TQAY7XLN48. مؤرشف من الأصل في 2025-01-26.
2. ↑  "Virtual Art Exhibit - The Uighurs". depts.washington.edu. مؤرشف من الأصل في 2025-03-28. اطلع عليه بتاريخ 2022-12-20.
3. ↑  冯涛 (2006). "高昌故城保护工程简述". 文博.
4. ↑  Louis-Frédéric (1977). Encyclopaedia of Asian civilizations, Volume 3. the University of Michigan: L. Frédéric. ص. 16. ISBN:978-2-902228-00-3. مؤرشف من الأصل في 2024-12-26. اطلع عليه بتاريخ 2011-05-17.
5. ↑  Jacques Gernet (1996). A history of Chinese civilization. Cambridge University Press. ص. 253. ISBN:0-521-49781-7. اطلع عليه بتاريخ 2011-05-17.
6. ↑  "Silk Roads: the Routes Network of Chang'an-Tianshan Corridor". UNESCO World Heritage Centre. United Nations Educational, Scientific, and Cultural Organization. مؤرشف من الأصل في 2025-02-06. اطلع عليه بتاريخ 2021-04-17.
7. ↑  "Buddhist Channel | Travel". مؤرشف من الأصل في 2025-02-21.